# Bubulle Guppies
Bubulle Guppies (Bubble Guppies) est une série télévisée d'animation 3D américano-canadienne créée par Jonny Belt et Robert Scull. Diffusée pour la première fois du 24 janvier 2011 au 17 octobre 2016, la série a été renouvelée pour une cinquième saison le 4 juin 2019, près de trois ans après la diffusion du dernier épisode de la quatrième saison. Elle a débuté le 23 septembre 2019 sur Nickelodeon, avant d'être renouvelée pour une sixième saison le 19 février 2020.
En France, la série est diffusée depuis le 22 août 2011 sur Nickelodeon Junior, et depuis le 15 avril 2013 dans Zouzous sur France 5.

## Synopsis
Bubulle Guppies est une série de dessins animés à caractère pédagogique. Phil et ses amis, des poissons qui parlent, découvrent l'océan et les surprises qu'il leur réserve en dansant et chantant en permanence. Les poissons sont accompagnés du Professeur Cooper, un maître d'école qui leur apprend plein de choses sur la nature, sur les animaux marins, etc.
Les personnages s'adressent directement aux spectateurs, le dessin animé est d'ailleurs présenté sous forme d'émission dont Molly et Phil sont les présentateurs. Molly est très joviale et donne envie de l'accompagner tandis que Phil est un poisson très agité qui déborde tout le temps d'énergie.

## Personnages
- Molly : Molly est intelligente, chante et, le plus important de tout, elle est une excellente amie avec des cheveux roses. Elle coprésente l'émission avec Phil. Et grâce à sa personnalité pétillante, elle donne envie à chacun.
- Phil (Gil en VO) : Phil est le co-présentateur simplet et turbulent avec des cheveux bleues. S'il voit un ballon, il ne peut s'empêcher de le lancer; s'il trouve une guitare électrique, il se doit d'y jouer; s'il trouver un déguisement de cochon, on peut être sûr qu'il va se mettre à grogner en moins de temps qu'il n'en faut pour le dire. Il a une énergie débordante et une curiosité insatiable.
- Lenny (Goby en VO) : Lenny est un créatif à l'imagination débordante avec des cheveux indigo. Il adore porter des déguisements, raconter des histoires et parler avec une voix ridicule. Heureusement, Lenny ne garde pas son imagination pour lui et l'utilise pour inventer des histoires desquelles ses amis sont les héros.
- Dina (Deema en VO) : La personnalité de Dina est aussi imposante que ses cheveux blonds. Énergique et excentrique, elle adore être le centre de l'attention. Elle parle souvent avec une voix d'opéra et adore raconter des blagues et faire rire les autres.
- Luna (Oona en VO) : Luna est douce, sincère, calme et s'intéresse avec des cheveux violettes aux émotions des autres. C'est elle qui sera la plus concernée par un ami malade, la première à remarquer que quelqu'un ne se sent pas bien ou à donner de l'amour à un animal ou une plante. Pour elle, le monde regorge de merveilles
- Ronny (Nonny en VO) : Ronny est cérébral, réservé et extrêmement calme avec des cheveux roux. Il est plutôt du genre à commenter un événement qu'à se mouiller et utilise régulièrement un vocabulaire très évolué pour son âge. Peu féru d'activités physiques, Rony préfère par exemple parler basketball que d'y jouer.
- Zoé (Zooli en VO) : Zoé est une fille courageuse et intelligente avec des cheveux mauves , une experte des animaux et une amie fantastique de la classe des Guppies. Elle se révèle très intelligente et se montre également très sympathique envers les autres.
- Le Professeur Cooper  (Mr. Grouper en VO) : Le Professeur Cooper est le meilleur maître orange et jaune d'école du monde. Il est sympathique, drôle et c'est un véritable puits de science. Il respecte profondément l'intelligence des Guppies, encourage leur curiosité et nourrit leur imagination. Pour lui, chaque jour est l'occasion de faire une nouvelle découverte.
- Toutou Mimi (Bubble Puppy en VO) : Toutou Mimi est un petit chien joueur et turbulent blanc et orange avec une queue de poisson. Particulièrement attaché à Phil, il aime jouer avec tous les Guppies, surtout quand il s'agit d'éclater une bulle.

### Fiche Technique
Sauf indication contraire, les informations mentionnées dans cette section peuvent être confirmées par la base de données cinématographiques IMDb,  présente dans la section « Liens externes ».
- Titre original : Bubble Guppies
- Titre français : Bubulle Guppies
- Création : Jonny Belt, Robert Scull
- Réalisation : Jeff Astolfo, Robert Scull, Rick Marshall
- Scénario : Jonny Belt, Robert Scull, Rodney Stringfellow, Adam Peltzman, Jeff Borkin, Janice Burgess, Carin Greenberg, Anna Housley Juster, Tim McKeon, Lucas Mills, John Lee, Randy Eisenberg, Dustin Ferrer, Laura Kleinbaum
- Musique : Nick Balaban, Michael Rubin, John Angier ; Terry Fryer (générique)
- Production : Jonny Belt, Robert Scull (exécutifs)
- Sociétés de production : WildBrain Entertainment (saison 1), Nelvana (saisons 2 à 4), Jam Filled Toronto (depuis la saison 5 à 6), Nickelodeon Productions
- Sociétes de distribution : ViacomCBS Domestic Media Networks, DHX Media (WildBrain), Corus Entertainment, Boat Rocker Studios
- Pays d'origine :  États-Unis,  Canada
- Langue originale : Anglais
- Format : Couleur - SDTV (saison 1), HDTV (1080i) (depuis la saison 2) - Dolby Digital 5.1
- Genre : Animation 3D, comédie musicale
- Nombre d'épisodes : +80 (6 saisons)
- Durée : 22 minutes
- Dates de première diffusion :
  - États-Unis/Canada : 24 janvier 2011
  - France : 22 août 2011
- Classification : Tout public

## Distribution

### Voix Originales
- Brianna Gentilella : Molly (saisons 1 et 2)
- Bailey Gambertoglio : Molly (saisons 3 et 4)
- Taylor Kaplan : Molly (saisons 5 et 6)
- Zachary Gordon : Gil (saisons 1 et 2)
- Jacob Bertrand : Gil (saison 3)
- Jay Gragnani : Gil (saison 4)
- Quinn Breslin : Gil (saisons 5 et 6)
- Jelani Imani : Goby (saisons 1 et 2)
- Marleik Mar Mar Walker : Goby (saison 3)
- Issac Ryan Brown : Goby (saison 4)
- Caleb Clark : Goby (saison 5)
- Angelina Wahler : Deema (saisons 1 et 2)
- Grace Kaufman : Deema (saisons 3 et 4)
- Catherine Bradley : Deema (saisons 5)
- Reyna Shaskan : Oona (saisons 1 et 2)
- Tori Feinstein : Oona (saisons 3 et 4)
- Colby Kipnes : Oona (saisons 5)
- Eamon Pirruccello : Nonny (saisons 1 et 2)
- Jet Jurgensmeyer : Nonny (saisons 3 et 4)
- AJ Kane : Nonny (saisons 5 et 6)
- Leah Janvier : Zooli (saisons 5 et 6)
- Frank Welker : Toutou Mini (saisons 1 et 6)
- Tino Insana : Le Professeur Cooper (saisons 1 et 6)
- Fred Tatasciore : Le Professeur Cooper (saisons 2 et 3)
- Wanda Sykes : La Sorcière (saisons 2)

### Voix françaises
- Adeline Chetail : Molly
- Hervé Rey : Phil / Ronny
- Lucile Boulanger : Dina
- Paolo Domingo : Lenny
- Kelly Marot : Luna
- Daniel Beretta : Le Professeur Cooper (saisons 1 et 4)
- Arnaud Léonard : Le Professeur Cooper (saisons 5 et 6)
- Jean-Claude Donda : voix additionnelles
- Pierre-François Pistorio : voix additionnelles

Version française
Sociétés de doublage : Titra-TVS (saisons 1 à 4), Lylo Media Group (depuis la saisons 5 à 6) ;
Adaptation des dialogues : Romain Hammelburg, Charlotte Loisier, Rémi Jaouen (saisons 1 à 4), Julie Leroy, Charles Plato (depuis la saisons 5 à 6) ; adaptation des chansons : Claude Lombard, Samuel Cohen
Direction artistique : France Rombault (saisons 1 à 4), Claude Lombard  (saisons 5 à 6), Françoise Trouy (depuis la saisons 5 à 6) ; direction musicale : Claude Lombard (saisons 1 à 6), Olivier Podesta (depuis la saisons 5 à 6).

## Production

### Développement
Bien que la série ait diffusée en 2011, la production a commencé durant l'année 2009. Elle est produite grâce à des logiciels informatiques 3D Autodesk Maya et Houdini.
La troisième saison de Bubulle Guppies a été diffusée le 12 août 2013 avec un épisode intitulé Cap sur l'école !'.
La quatrième saison de la série a été diffusée à partir du 22 mai 2015.
Le 4 juin 2019, la série a été renouvelée pour une cinquième saison, trois ans après le dernier épisode de la saison 4. Elle est diffusée depuis le 23 septembre 2019,,.
Le 19 février 2020, la série a été renouvelée pour une sixième saison.

### Saison 3 (2013–2015)
Aux États-Unis :
- Bailey Gambertoglio remplace Brianna Gentilella dans le rôle de Molly ;
- Jacob Bertrand remplace Zachary Gordon dans le rôle de Phil ;
- Marliek Mar Mar Walker remplace Jelani Imani  dans le rôle de Lenny ;
- Grace Kaufman remplace Angelina Wahler dans le rôle de Dina ;
- Tori Feinstein remplace Reyna Shaskan dans le rôle de Luna ;
- Jet Jurgensmeyer remplace Eamon Pirucello dans le rôle de Ronny ;
- Mia Vavasseur remplace Skai Jackson dans le rôle des petits poissons ;
- Invités spéciaux : Wendie Malick dans le rôle de l'Officier de police Miranda, Jeffrey Tambor dans le rôle du magicien de la nuit, Beau Bridges dans le rôle de Monsieur Noël/Père Noël, Ozzy Osbourne dans le rôle de Sid.

Au Royaume-Uni :
- John Campbell remplace Hayden Hunter dans le rôle de Gil ;
- Amba Bierer remplace Harriet Perring dans le rôle de Dina ;
- Edward Cross remplace Lewis Dillon dans le rôle de Ronny ;
- Ozzy Osbourne remplace Andy Turvey dans le rôle de M. Cooper.

À la suite des protestations contre les violences policières qui ont suivi la mort de George Floyd, l'épisode La Compétition des policiers a été retiré de la diffusion télévisée et du streaming en ligne en juin 2020.

### Saison 4 (2015–2016)
Aux États-Unis :
- Jay Gragnani remplace Jacob Bertrand dans le rôle de Phil ;
- Issac Ryan Brown remplace Marliek Mar Mar Walker dans le rôle de Lenny ;
- Kayla Erickson remplace Mia Vavasseur dans le rôle des petits poissons ;
- Invités spéciaux : RuPaul dans le rôle de lui-même, Jimmie Johnson dans le rôle de Jimmy, George Takei dans le rôle du Major Pas Cool, Keke Palmer dans le rôle de Stylee.

Au Royaume-Uni :
- Megan North remplace Lauren Reichwald dans le rôle de Dina ;
- Sam Brown remplace John Campbell dans le rôle de Phil.

### Saison 5 (2019–2022)
C'est la première saison de la série relancée, des séquences de jeu, des séquences de danse et des sorties éducatives, et la séquence d'histoire qui occupe. Cette saison a pris une pause de trois mois, d'octobre à décembre 2020, sans aucun épisode diffusé sur la chaîne américaine Nickelodeon, à l'exception de Glou glou glou glou Guppies de la saison 3, le jeudi 20 novembre (jour de Thanksgiving).
Aux États-Unis :
- Taylor Kaplan remplace Bailey Gambertoglio dans le rôle de Molly ;
- Quinn Breslin remplace Jay Gragnani dans le rôle de Phil ;
- Caleb Clark remplace Isaac Ryan Brown dans le rôle de Lenny ;
- Catherine Bradley remplace Grace Kaufman dans le rôle de Dina ;
- Colby Kipnes remplace Tori Feinstein dans le rôle de Luna ;
- AJ Kane remplace Jet Jurgensmeyer dans le rôle de Ronny ;
- Jordan Friedman remplace Kayla Erickson dans le rôle des Petits Poissons ;
- Leah Janvier dans le rôle de  ;
- Invités spéciaux : Carol Kane dans le rôle de la sorcière des mers, Tracy Morgan dans le rôle du Dr Bigmouth Bass, Alice Cooper dans le rôle de Windy Pete, Jane Lynch dans le rôle du génie, Amy Sedaris sorcière et marraine des boules de poils, Cyndi Lauper dans le rôle de Mme Goo Goo, Kristen Schaal dans le rôle d'Agnès le dragon, George Takei dans le rôle de Maître Rakunuki, Henry Winkler dans le rôle du Yéti.

Au Royaume-Uni : Emma Tate (en) remplace Tracy Ann Oberman dans le rôle des Petits Poissons.
Premier épisode de la série relancée et qui sera animée par Jam Filled Entertainment. Cet épisode a été mis en ligne sur l'application Nick Jr. et sur YouTube le 20 septembre 2019, 3 jours avant sa date de diffusion initiale. Il s'agit du premier épisode de Zoe. : Dans l'épisode Les Bubulles Guppies au secours de Noël c'est le premier Noël de Zoé avec les Guppies et M. Cooper. C'est le troisième épisode sur le thème de Noël en 2020 depuis Joyeux Noël, monsieur Grognon dans la saison 2 en décembre 2011 et Un joyeux Bubulle Noël dans la saison 3 en décembre 2014.

## Épisodes
| Saison | Saison | Épisodes | États-Unis        | États-Unis      | France           | France        |
| Saison | Saison | Épisodes | Début de saison   | Fin de saison   | Début de saison  | Fin de saison |
| ------ | ------ | -------- | ----------------- | --------------- | ---------------- | ------------- |
|        | 1      | 20       | 24 janvier 2011   | 17 octobre 2011 | 22 août 2011     | 16 mars 2012  |
|        | 2      | 20       | 14 novembre 2011  | 10 mai 2013     | 6 janvier 2012   | 28 juin 2013  |
|        | 3      | 26       | 6 septembre 2013  | 21 avril 2015   | 9 septembre 2013 | 30 avril 2015 |
|        | 4      | 14       | 7 mai 2015        | 28 octobre 2016 | 4 mai 2015       | -             |
|        | 5      | 26       | 23 septembre 2019 | en cours        | 20 avril 2020    | en cours      |
|        | 6      | 26       | 19 octobre 2021   | en cours        |                  |               |

### Première Saison (2011)
1. (106) Appelez Une Clambulance (Call A Clambulance), 24 janvier 2011
2. (116) Grand Prix Du Crayon (Crayon Prix!), 28 janvier 2011
3. (108) Toutou Mimi (Bubble Puppy!), 4 février 2011
4. (103) Construis-Moi Une Maison (Build Me A Building!), 11 février 2011
5. (117) En Rang, Les Canards (Duck In A Row!), 21 février 2011
6. (104) Suggestion Du Jour (Grumpfish Special!), 28 février 2011
7. (118) Roche Lunaire (The Moon Rock!), 4 mars 2011
8. (112) Qui Jouera Le Grand Méchant Loup? (Who Gonna Play The Big Bad Wolf?), 15 mars 2011
9. (105) Vive Le Rock 'N Roll (We Totally Rock!), 22 mars 2011
10. (102) Poissketball (Fishketball!), 24 mars 2011
11. (107) La Légende De Pied-Rose (The Legend Of Pinkfoot), 31 mars 2011
12. (119) Parés Pour Le Décollage (Gup, Gup & Away!), 11 avril 2011
13. (113) La Poule Qui Fit Le Printemps (The Spring Chicken Is Coming!), 13 avril 2011
14. (120) Rony Rencontre Un Écureuil (Boy Meet Squirrel), 22 avril 2011
15. (111) Qui Veut Une Vache? (Have A Cow!), 18 juillet 2011
16. (110) Super Grande Fête Crustaciale (Super Shrimptennial Celebration!), 22 juillet 2011
17. (101) Joyeuse Journée Des Clams (Happy Clam Day!), 23 septembre 2011
18. (109) Sais-Tu Creuser Un Trou? (Can You Dig It?), 3 octobre 2011
19. (114) Bubulle Croquettes (Bubble Bite!), 6 octobre 2011
20. (115) La Fête De La Maison Hantée (Haunted House Party), 17 octobre 2011

### Deuxième Saison (2011-2013)
1. (201) Croix Symbolise L'Emplacement (X Mark The Spot), 14 novembre 2011
2. (202) Joyeux Noël, Monsieur Grognon (Happy Holiday, Mr. Grumpfish!), 12 décembre 2011
3. (203) Rhinocéros Était Tout Seul (The Lonely Rhino), 5 janvier 2012
4. (204-205) Conte Mer-Veilleux Des Toutou Mimi (Bubble Puppy Fintastic Fairytale), 21 novembre 2011
5. (207) Parade Des Cowboys (The Cowgirl Parade), 24 novembre 2011
6. (206) Phil Le Pompier Vole À Votre Secours (Firefighter Gil To The Rescue!), 6 janvier 2012
7. (209) La Dent De Lait (A Tooth On The Looth), 9 janvier 2012
8. (208) Le Camion Robot (Humunga-Truck!), 13 janvier 2012
9. (219) Tous À La Bubul-Othèque (Check It Out!), 26 mars 2012
10. (210) Le Bal De La Plage (The Beach Ball!), 28 mai 2012
11. (211) Tous Au Cirque (The Sizzling Scampinis), 5 octobre 2012
12. (212) Chantier Enchanté (Construction Psyched), 15 octobre 2012
13. (214) Bubulle-Cadabra (Bubble-Cadabra), 17 octobre 2012
14. (217) Bubulle Canetons (Bubble Duckies), 26 février 2013
15. (218) La Course De Train Triple Voie (Triple Track Train Race), 25 mars 2013
16. (215) À La Recherche Du Nez Du Sphinx (Only The Sphinx Nose), 9 avril 2013
17. (213) Sire Rony Le Grand (Sir Nonny The Nice), 12 avril 2013
18. (216) Le Défilé Des Insectes (Bring On The Bug!), 6 mai 2013
19. (220) Tous Chez Le Coiffeur (Good Hair Day), 10 mai 2013

### Troisième Saison (2013-2015)
1. (304) Cap Sur L'École (Get Ready For School), 6 septembre 2013
2. (305) Compétition Des Policiers (The Police Cop-Etition!), 9 septembre 2013
3. (306) Un Éléphant, Ça Trompe Énormément (The Elephant Trunk-A-Dunk), 11 septembre 2013
4. (307) Le Grand Ballet De Danse Classique (The Super Ballet Bowl), 24 septembre 2013
5. (308) Magicien D'OZ-Tralie (The Wizard Of OZ-Tralia), 27 septembre 2013
6. (309) La Vie En Arctique (The Arctic Life), 7 octobre 2013
7. (310) Pour L'Amour Des Chiens (Puppy Love), 11 octobre 2013
8. (301-302) Le Petit Chien Et L'Anneau (The Puppy & The Ring), 21 octobre 2013
9. (312) En Voiture (The Amusement Parking Lot!), 18 novembre 2013
10. (303) Bonjour Monsieur Grognon (Good Morning, Mr. Grumpfish!), 29 novembre 2013
11. (311) Le Poisson-Lapin (The Oyster Bunny), 10 février 2015
12. (314) L'Orchestre Volant Non Identifié (The Unidentified Flying Orchestra!), 10 février 2014
13. (315) Sers-Toi De Tes Sens (Come To Your Senses!), 22 avril 2014
14. (317) Le Bubull’Athlon Des Abeilles (The Bubble Bee-Athalon!), 24 avril 2014
15. (313) La Fête Du Grand Large (Party At Sea), 15 août 2014
16. (319) Bubulle Frotouilles (Bubble Scrubbies!), 25 août 2014
17. (324) La Course Aux Organes (Swimtastic Check-Up!), 6 février 2015
18. (323) Glou Glou Glou Glou Guppies (Gobble Gobble Guppies!), 12 février 2015
19. (320) Un Joyeux Bubulle Noël (A Very Guppy Christmas!), 19 décembre 2014
20. (316) Flaque Balle (Puddleball!), 20 février 2015
21. (318) La Course Des Grenouilles-Taureaux (The Running Of The Bullfrog!), 3 avril 2015
22. (322) Minou Mimi (Bubble Kitty!), 6 avril 2015
23. (326) Super Guppies (Super Guppies!), 17 avril 2015
24. (325) Dauphin Est Le Meilleur Ami Des Guppies (A Dolphin Is A Guppy Best Friend), 20 avril 2015
25. (321) Parcours Fruitier (Fruit Camp!), 21 avril 2015

### Quatrième Saison (2015-2016)
1. (402) Jeux Du Mérite (The Glitter Game), 7 mai 2015
2. (403) Compétition D'Habillage (Costume Boxing), 15 mai 2015
3. (401) La Nouvelle Niche (The New Doghouse!), 25 mai 2015
4. (406) Guppies Déménageurs (Guppy Mover!), 26 janvier 2016
5. (408) Pâteball (Batterball!), 28 janvier 2016
6. (407) Le Temple Des Toutous Perdus (The Temple Of The Lost Puppy!), 5 février 2016
7. (410) Bubulle Guppies De L'Espace (Space Guppies), 4 avril 2016
8. (409) Dragon Du Nouvel An (The New Year Dragon!), 15 avril 2016
9. (411) Toutou Berger (Sheep Doggy!), 17 mai 2016
10. (414) Bébé Guppy (Bubble Baby!), 19 mai 2016
11. (404-405) Style Guppie! (Guppy Style!), 23 mai 2016
12. (413) Jeux Du Camp De Vacances (The Summer Camp Game), 23 septembre 2016
13. (412) Bonbon Ou Un Sort, Monsieur Grognon! (Trick-Or-Treat, Mr. Grumpfish!), 28 octobre 2016

### Cinquième Saison (2019-2022)
1. (501) La Nouvelle Guppie (The New Guppy!), 23 septembre 2019
2. (503) Rony, L'Agent Secret! (Secret Agent Nonny!), 14 octobre 2019
3. (502) Royaume De La Propreté (Kingdom Of Clean), 4 novembre 2019
4. (504) Le Bon, Le Triste Et Le Grognon (The Good, The Sad & The Grumpy!), 22 novembre 2019
5. (505) Patrouille De L’Océan (Ocean Patrol!), 6 janvier 2020
6. (506) La Géode (Rocking Out!), 17 janvier 2020
7. (509) Génie Dans La Bubulle (Genie In A Bubble!), 10 février 2020 (Saint-Valentin)
8. (507) Pays Des Boules De Poils (A Furry Tale!), 9 mars 2020
9. (513) Super Bébé (Super Baby!), 10 avril 2020
10. (508) Dragon Et Les Roses (Dragon & Rose!), 25 mai 2020
11. (512) Ninjas Guppies (Ninja Guppies!), 15 juin 2020
12. (511) Patrouille Des Neiges À La Rescousse (Snow Squad To The Rescue!), 6 juillet 2020
13. (510) Éteignez La Lumière (Movie Night!), 14 août 2020
14. (515) Bubulle Guppies Au Secours De Noël (Guppies Save The Christmas!), 7 décembre 2020
15. (514) Les Puissants Titans Fainéants (The Mighty, Untidy Titan!), 25 janvier 2021
16. (518) Guppies Au Pays Des Merveilles (Guppies In Wonderland!), 12 février 2021
17. (516) C'Est Un Lézard! (It's A Lizard!), 22 février 2021
18. (517) Chantons Sous La Pluie Tropicale (Swinging In The Rainforest!), 5 mars 2021
19. (523) Animaux Nocturnes (Something Fishy!), 11 mars 2022
20. (526) Bubulle Le Toutousaure (Bubble Puppysaurus!), 10 janvier 2022
21. (525) L'Évasion De Lîle Du Volcan (Escape From Volcano Island!), 6 juin 2022
22. (524) Course À L'Oasis (Race To The Oasis!), 20 mai 2022
23. (519) Amis Du Goût (Taste Buddies!), 26 septembre 2022
24. (521) Passage De Bigfoot (Bigfoot Is Crossing!), 9 novembre 2021
25. (522) Affreux Poux Pollueurs (What Load Of Litterbug!), 10 novembre 2021
26. (520) Brumezilla (Fogzilla!), 8 novembre 2021

### Sixième Saison (2021-2023)
1. (601) Loup-Garou De Bubullondres (Werewolves Of Bubbledon!), 19 octobre 2021
2. (603) Jour Des Récoltes Géantes (Giant Harvest Day!), 11 novembre 2021
3. (602) C'Est Bientôt Noël (The Christmas Is Coming!), 7 décembre 2021
4. (605) Le Pays Des Fêtes (Holiday Pirate!), 31 décembre 2021
5. (607) Robot-Guppies (Robo Guppies!), 25 avril 2022
6. (606) Compétichien De Sports D'Hiver (Winter Sport Chompetition!), 8 février 2022
7. (604) L'Ami Des Mers (Sea Friendship Day!), 11 février 2022
8. (609) Une Aventure Requincroyable! (Jawsome Sharkventure!), 25 juillet 2022
9. (615) Mission Ninja À La Montagne (Ninja Rescue), 15 juillet 2022
10. (608) Royaume De Gros Dodo (Kingdom Of Sleepless!), 10 octobre 2022
11. (611) Ça Éclabousse! (The Great Big Splash!), 11 octobre 2022
12. (613) Secouristes À La Rescousse! (Doctor Medic To The Rescue!), 12 octobre 2022
13. (614) A La Recherche Des Gorilles! (Search For The Great Big Silverback!), 13 octobre 2022
14. (617) Galaxie Gourmet! (Don't Get Yuck Yum!), 14 octobre 2022
15. (610) Mystère Du Guppy Express (Mystery Of The Guppy Express!), 28 octobre 2022
16. (620) Spectacle De Sons Et Lumières (Solar Light Spectacular!), 4 novembre 2022
17. (618) Les Aventures De Toutou Girl Et Super Toutou! (The Adventure Of Puppy Girl & Super Pup!), 1 novembre 2022
18. (619) Grande Course Des Oiseaux! (Fastest Feather In The Race!), 3 novembre 2022
19. (612) Royaume Des Fous-Rires! (Kingdom Of Joke-A-Lot!), 14 novembre 2022
20. (616) En Route Pour La Savane! (The Big Rig Bandit!), 9 décembre 2022
21. (625) Supérieur Dupeurs Outil Espion! (Super Duper Cool Tool!), 20 mars 2023
22. (624) A Plus Tard, Monsieur L'Alligator! (See You Later Alligator!), 28 juin 2023
23. (626) Les 3 Guppitaires (The 3 Guppiter!), 23 juin 2023
24. (623) La Ville Du Slime (Slime In The City!), 26 juin 2023
25. (622) Rodéo Dans La Vallée De L'Harmonie (Rodeo Harmony Valley!), 12 juin 2023
26. (621) Nouvel Animal De Compagnie De Zoé (Zooli New Pet) 9 juin 2023

### Audiences
| Saison | Début de saison   | Début de saison | Début de saison | Fin de saison     | Fin de saison   | Fin de saison |
| Saison | Date de diffusion | Téléspectateurs | Ref.            | Date de diffusion | Téléspectateurs | Ref.          |
| ------ | ----------------- | --------------- | --------------- | ----------------- | --------------- | ------------- |
| 1      | 24 janvier 2011   | NC              | NC              | 28 octobre 2011   | 1 900 000       | [ 5 ]         |
| 2      | 7 novembre 2011   | NC              | NC              | 1er mai 2013      | NC              | NC            |
| 3      | 12 août 2013      | NC              | NC              | 15 juin 2015      | NC              | NC            |
| 4      | 22 mai 2015       | 1 390 000       | [ 6 ]           | 17 octobre 2016   | 1 290 000       | [ 7 ]         |
| 5      | 23 septembre 2019 | 64 000          | [ 8 ]           |                   |                 |               |
| 6      | 19 octobre 2021   | 275 000         | [ 8 ]           |                   |                 |               |

## Produits Dérivés

### Sorties en DVD et Blu-Ray
| Titre original                   | Date de sortie  | Contenu |
| -------------------------------- | --------------- | --- |
| Bubble Puppy Fintastic Fairytale | 1er mai 2012    | Épisode 8, Toutou Mimi 14, Bubulle Croquettes 4 et 5 Conte Mer-Veilleux Des Toutou Mimi                                                                                                |
| On The Job                       | 5 février 2013  | Épisodes 6, Appelez Une Clambulance 3, Construis-Moi Une Maison 4, Suggestion Du Jour 2, Poissketball 6 Phil Le Pompier Vole À Votre Secours et 9 La Dent De Lait                      |
| Sunny Day                        | 28 mai 2013     | Épisodes 7, La Légende De Pied-Rose 19, Parés Pour Le Décollage 10, Le Bal De La Plage 11, Tous Au Cirque 17 Bubulle Canetons et 16 Le Défilé Des Insectes                             |
| Animal Everywhere                | 11 mars 2014    | Épisodes 17, En Rang, Les Canards 20, Rony Rencontre Un Écureuil 3, Rhinocéros Était Tout Seul 6, Un Éléphant, Ça Trompe Énormément 9 La Vie En Arctique et 10 Pour L'Amour Des Chiens |
| Get Ready For School!            | 29 juillet 2014 | Épisodes 18, Roche Lunaire 19, Tous À La Bubul-Othèque 12, Chantier Enchanté 20, Tous Chez Le Coiffeur 4 Cap Sur L'École et 3 Bonjour Monsieur Grognon                                 |
| The Puppy & The Ring             | 2 juin 2015     | Épisodes 14, Bubulle-Cadabra 13, Sire Rony Le Grand 8, Magicien D'OZ-Tralie 1 et 2 Le Petit Chien Et L'Anneau                                                                          |
| Fun On The Farm                  | 10 mai 2016     | Épisodes 13, La Poule Qui Fit Le Printemps 11, Qui Veut Une Vache? 7, Parade Des Cowboys 17 Le Bubull’Athlon Des Abeilles et 22 Minou Mimi                                             |
| Super Guppies                    | 16 mai 2017     | Épisodes 15, La Fête De La Maison Hantée 1, Croix Symbolise L'Emplacement 5, Compétition Des Policiers 14 L'Orchestre Volant Non Identifié et 26 Super Guppies                         |
| Bubble Puppy Awesome Adventure   | 8 mai 2018      | Épisode 8, Magicien D'OZ-Tralie 22, Minou Mimi 1, La Nouvelle Niche 7 Le Temple Des Toutous Perdus et 11 Toutou Berger                                                                 |
| We Totally Rock!                 | 14 mai 2019     | Épisodes 5, Vive Le Rock 'N Roll 10, Super Grande Fête Crustaciale 13, La Fête Du Grand Large 4 et 5 Style Guppie!                                                                     |